# Цагааннуур (Хувсгел)
Цагааннуур (монг. Цагааннуур, «белое озеро») — сомон в аймаке Хувсгел. Расположен в северо-западной части аймака. Граничит с Россией (на севере и западе) и с сомонами Рэнчинлхумбэ (на востоке) и Улаан-Уул (на юге).
Площадь составляет 5410 км². Население на 2000 год — 1317 человек; средняя плотность населения составляет 0,24 чел/км². Административный центр — Гурвансайхан, расположен в 279 км от города Мурэн и в 1048 км от Улан-Батора.
Был образован путём отделения от сомона Рэнчинлхумбэ в 1985 году.
По данным на 2004 год в сомоне было примерно 2400 коз, 2100 овец, 2300 коров и яков, 1100 лошадей, 6 верблюдов и 632 северных оленя.